# Arvicanthis blicki
Arvicanthis blicki is een knaagdier uit het geslacht Arvicanthis dat voorkomt in de oostelijke bergen van Ethiopië, op 2750 tot 4050 m hoogte. Het karyotype bedraagt 2n=48, FNa=68. Deze soort is overdag actief. De nauwste verwant van A. blicki is waarschijnlijk A. abyssinicus, die ook alleen in Ethiopië voorkomt.
Arvicanthis abyssinicus · Arvicanthis ansorgei · Arvicanthis blicki · Arvicanthis nairobae · Arvicanthis neumanni · Koesoegrasrat (Arvicanthis niloticus) · Arvicanthis rufinus